# اورا ایم زینگروند
اورا ایم زینگروند (به آلمانی: Aura im Sinngrund) یک شهر در آلمان است که در ماین-اشپسارت واقع شده‌است.